# Sollefteå kommun
63°10′N 17°16′Ø / 63.167°N 17.267°Ø
Sollefteå kommune ligger i Västernorrlands län i landskapet Ångermanland i landsdelen Norrland i Sverige. Kommunen grænser til nabokommunerne Örnsköldsvik, Kramfors, Härnösand, Sundsvall, Ragunda, Strömsund, Dorotea og Åsele. Kommunens administrationscenter ligger i byen Sollefteå.

## Geografi
Kommunen ligger i et kuperet skovbevokset landskab. Ångermanälven løber gennem kommunen i Ådalen. Faxälven munder ud i Ångermanälven ved Sollefteå. Vandløbene i kommunen er stærk reguleret, og 16 vandkraftværker bidrager til at kommunen er Sveriges næst største vandkraftproducent.
Jernbanelinjerne Ådalsbanan og Stambanan genom övre Norrland løber i kommunen.

## Byer
Sollefteå kommune havde seks byer i 2005.
I tabellen vises antal indbyggere per 31. december 2005.
| #  | By         | Indbyggere |
| -- | ---------- | ---------- |
| 1. | Sollefteå  | 8.530      |
| 2. | Långsele   | 1.620      |
| 3. | Ramsele    | 964        |
| 4. | Junsele    | 958        |
| 5. | Näsåker    | 541        |
| 6. | Österforse | 245        |

## Eksterne kilder og henvisninger
1. ↑  Statistiska centralbyrån: Kommunarealer den 1 januar 2012
2. ↑  Statistiska centralbyrån: Folkmängd i riket, län och kommuner 30 september 2012

- Offisiell hjemmeside for Sollefteå kommune